# Rubus henryi
Espèce
Classification phylogénétique
La ronce de Henry, Rubus henryi, est une espèce de plante à fleurs de la famille des Rosaceae originaire de Chine.

## Description
La ronce de Henry est une liane pouvant dépasser six mètres de haut.
Ses feuilles sont persistantes, vert foncé. Leur forme trilobée est très caractéristique de l'espèce. L'ensemble est glabre.
Les fleurs, en fin de printemps - mai-juin -, en grappe de 5 à 10, ont des pétales rouge-rosé.
Ses fruits, des baies noires, sont matures en juillet-août.
C'est une espèce rustique et résistant à -20 °C.

## Taxinomie
La ronce de Henry a été dédiée en 1887 par William Botting Hemsley et Carl Ernst Otto Kuntze à Aimé Constant Fidèle Henry qui l'a collectée dans le Hubei (Chine), près d'Yichang.
Cette espèce est classée dans le sous-genre Malachobatus.
Des variétés botaniques sont reconnues :
- Rubus henryi var. bambusarum (Focke) Rehder (1921) : voir Rubus bambusarum Focke
- Rubus henryi var. sozostylus (Focke) T.T.Yu & L.T.Lu (1985) - synonymes : Rubus fargesii Franch., Rubus sozostylus Focke, Rubus sozostylus var. fargesii (Franch.) Cardot

## Distribution
Cette espèce est originaire de Chine : Guizhou, Hubei, Hunan, Sichuan.
Elle est actuellement largement répandue dans tous les pays à climat tempéré.

## Utilisation
Le fruit est comestible et sucré. Les jeunes feuilles sont utilisées en tisane comme du thé.
Cette espèce a aussi un usage ornemental comme plante grimpante persistante.

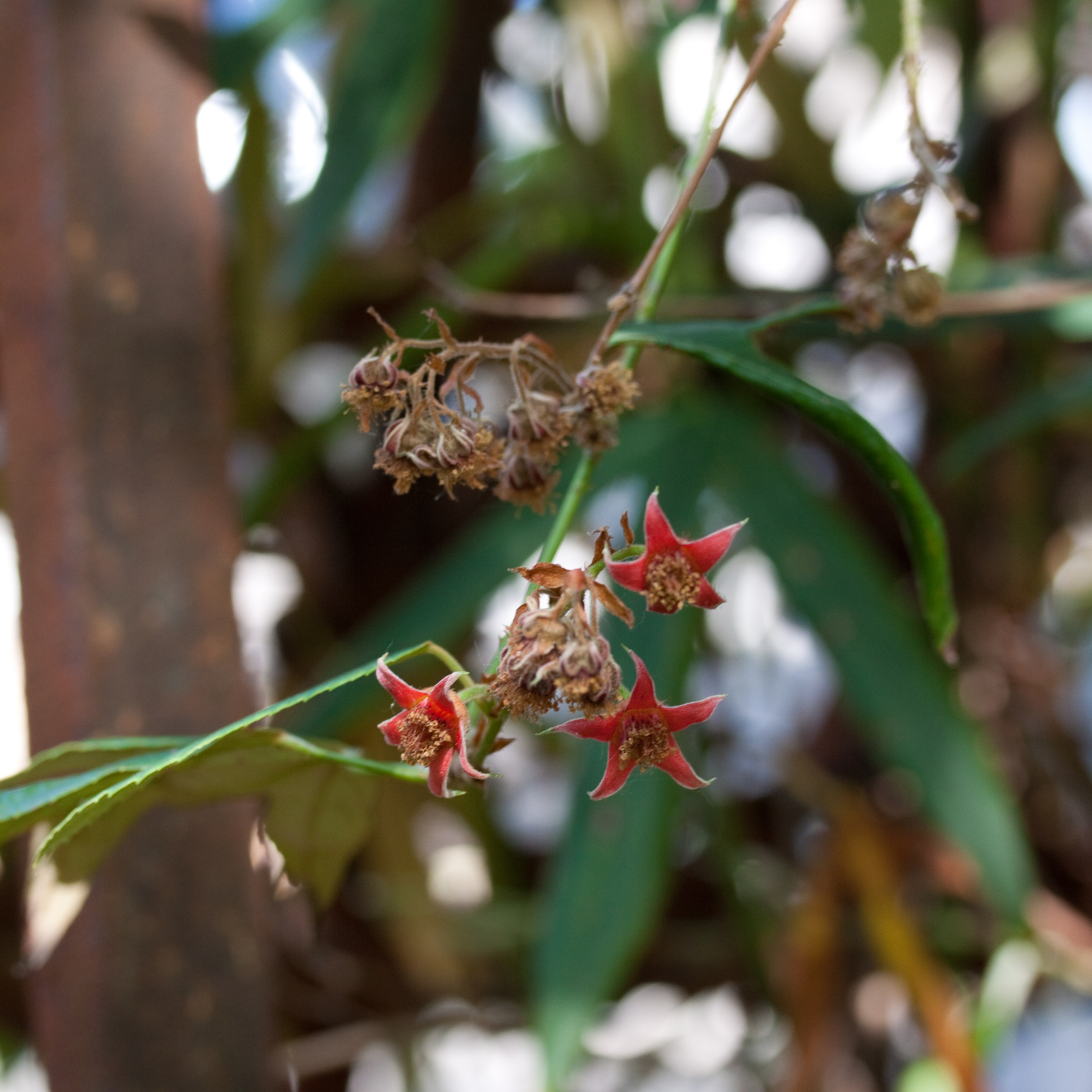
Fleurs.
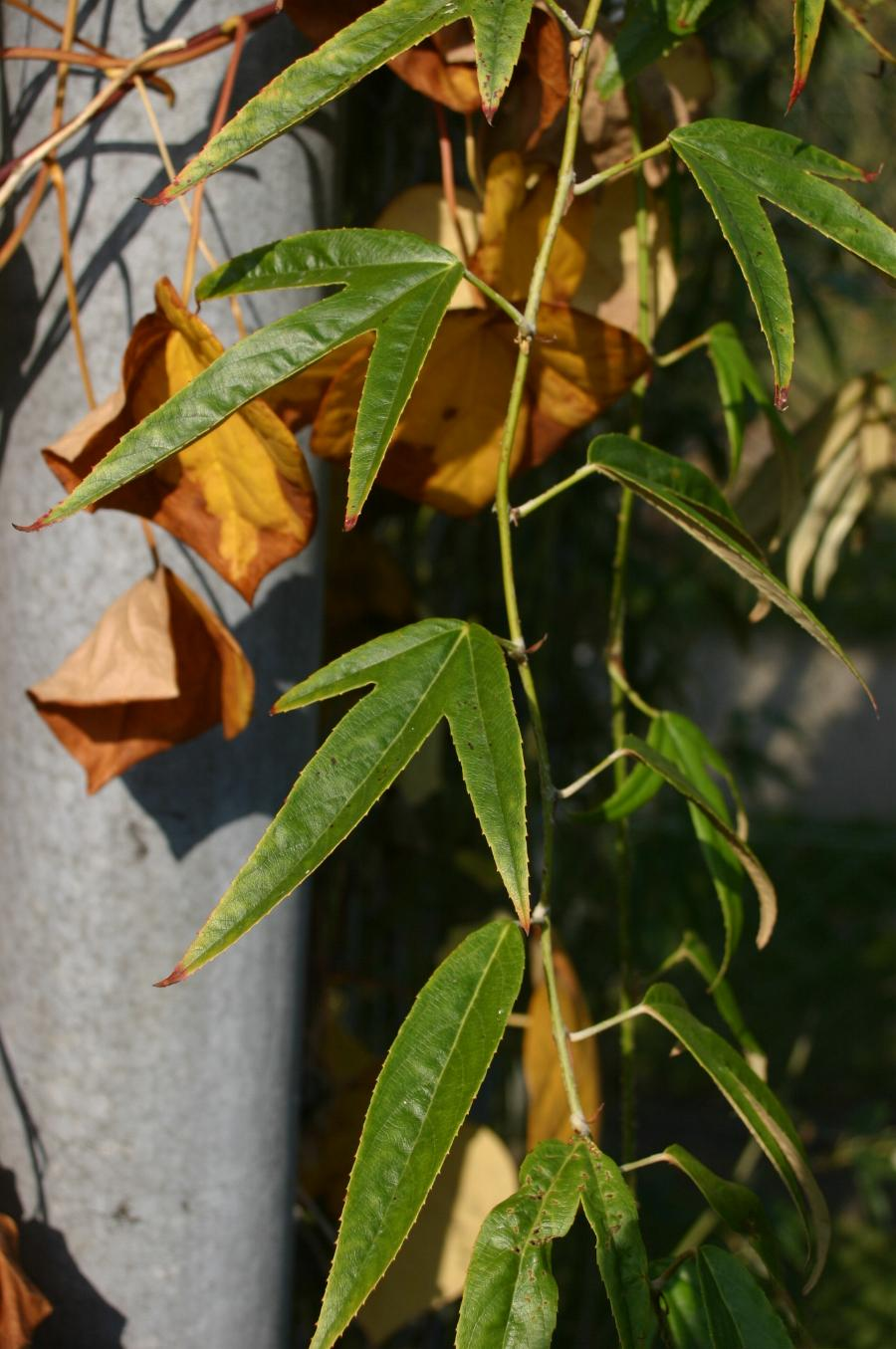
Feuilles.
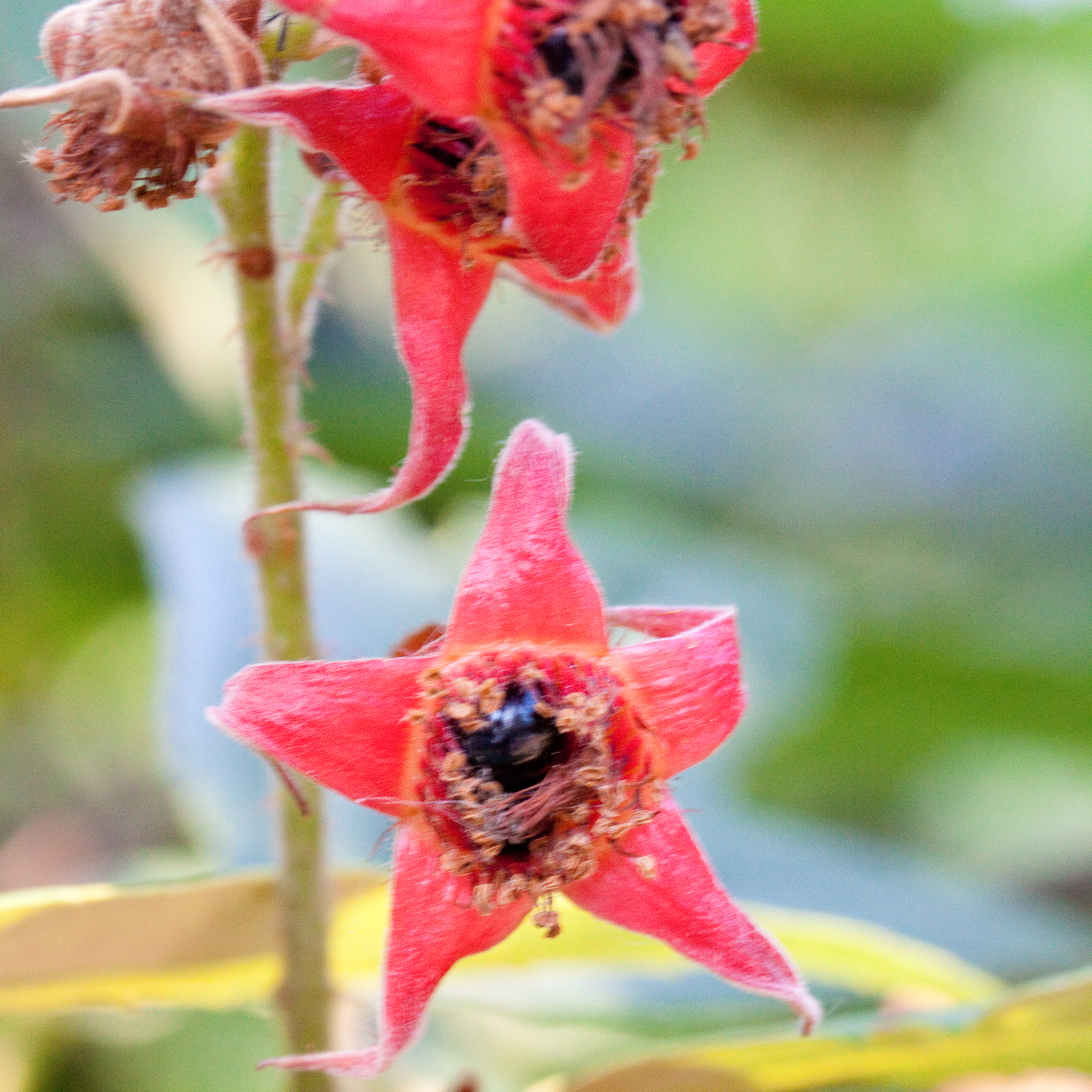
Jeunes fruits.
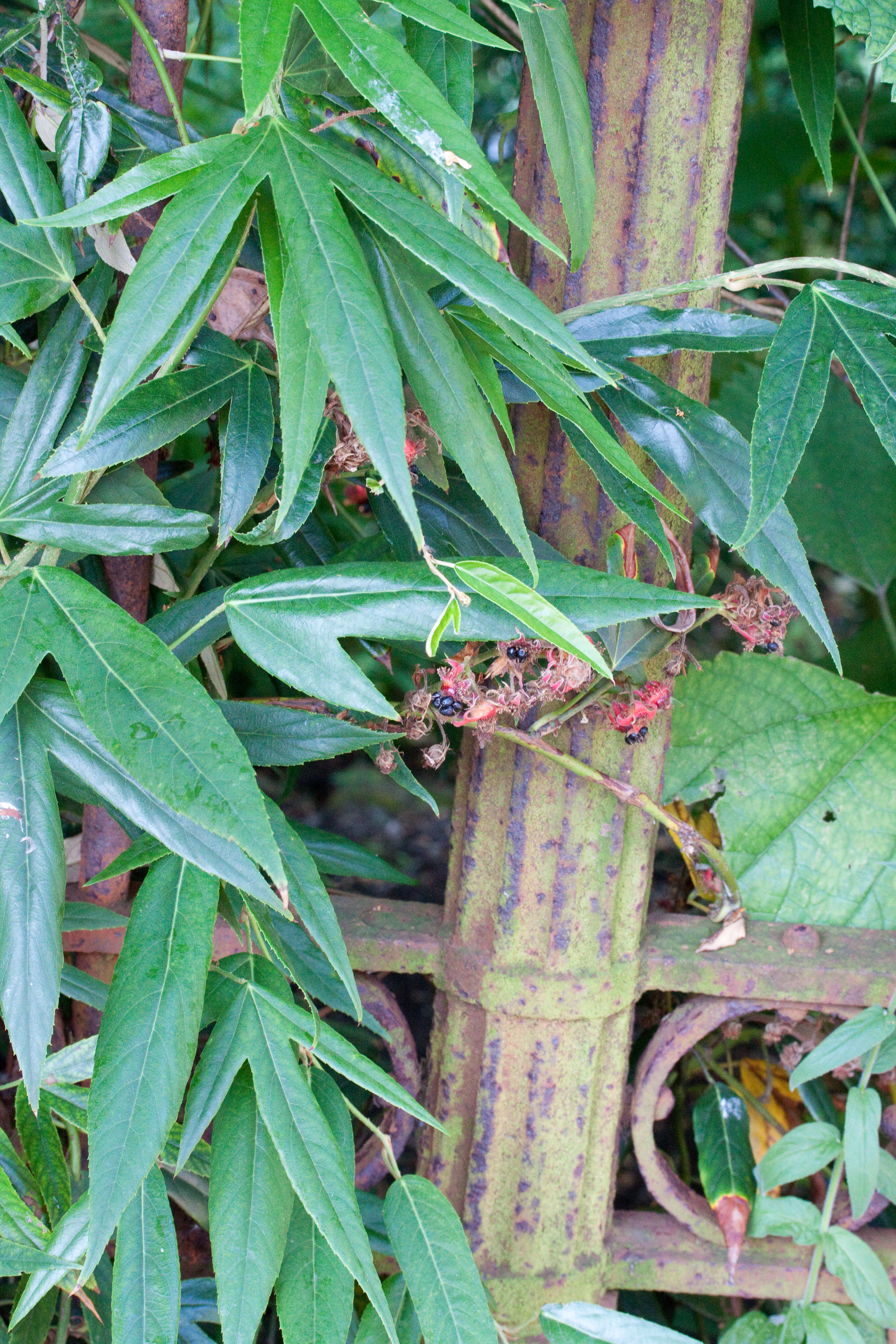
Feuillage et jeunes fruits.